# Geografie Kataru

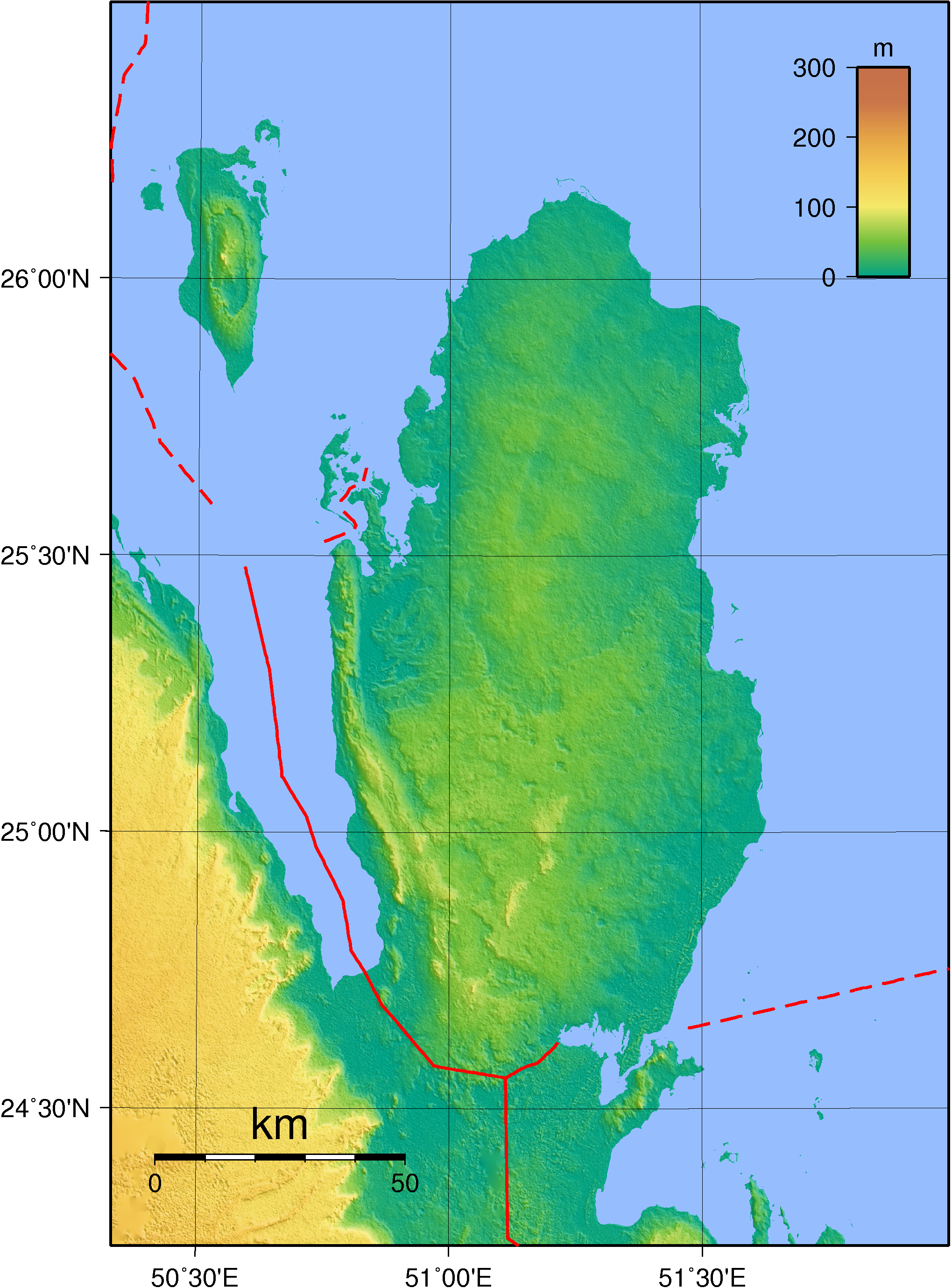
Topografická mapa Kataru

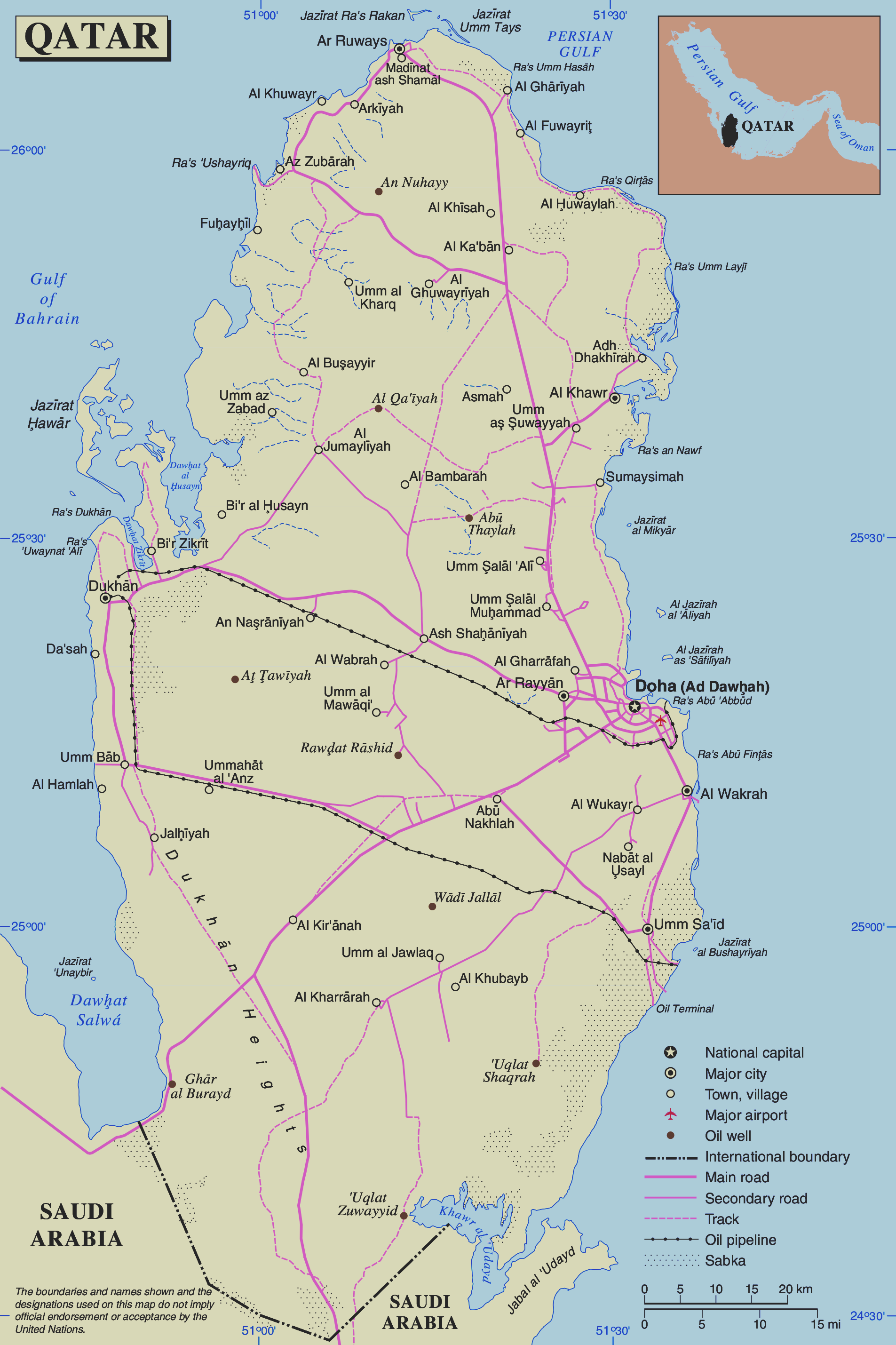
Mapa Kataru

Geografie Kataru popisuje fyzické charakteristiky území Kataru, stejně jako vzájemné působení mezi jeho životním prostředím a jeho obyvateli.

## Území
Katar je poloostrov v Perském zálivu, na severovýchodě Arabského poloostrova. Nachází se mezi 24°32' až 26°10' severní zeměpisné šířky a 50°45' a 51°40' východní zeměpisné délky. Pozemní hranice na jihu se Saúdskou Arábií má délku přibližně 60 km. Katar má mořskou hranici se Saúdskou Arábii, Bahrajnem, Spojenými arabskými emiráty a Íránem.
Katar má rozlohu 11 437 km2.
Spor s Bahrajnem o vlastnictví Hawárských ostrovů, několik dalších ostrůvků v moři u pobřeží Kataru a o město Az-Zubára na pevnině byl vyřešen na základě rozhodnutí Mezinárodního soudního dvora dne 16. března 2001. Od té doby patří Hawárské ostrovy Bahrajnu, námořní hranice vede blízko pobřeží Kataru.
Námořní a pozemní hranice se Saúdskou Arábií byly odsouhlaseny 4. prosince 1965. Přesto vznikl další spor se Saúdskou Arábii o pozemní hranici, který byl v roce 2001 vyřešen. V roce 2008 vznikl další spor o námořní hranici u Chaur al-Udaid.
Námořní hranice se Spojenými arabskými emiráty byla stanovena dne 20. března 1969, krátce předtím, než Katar v roce 1971 vyhlásil nezávislost. V té době již bylo známo několik ropných nalezišť v Perském zálivu a bylo rozhodnuto o společné těžbě přeshraničními nalezišti. Dne 20. září 1969 byla stanovena námořní hranice s Íránem.

## Topografie Kataru

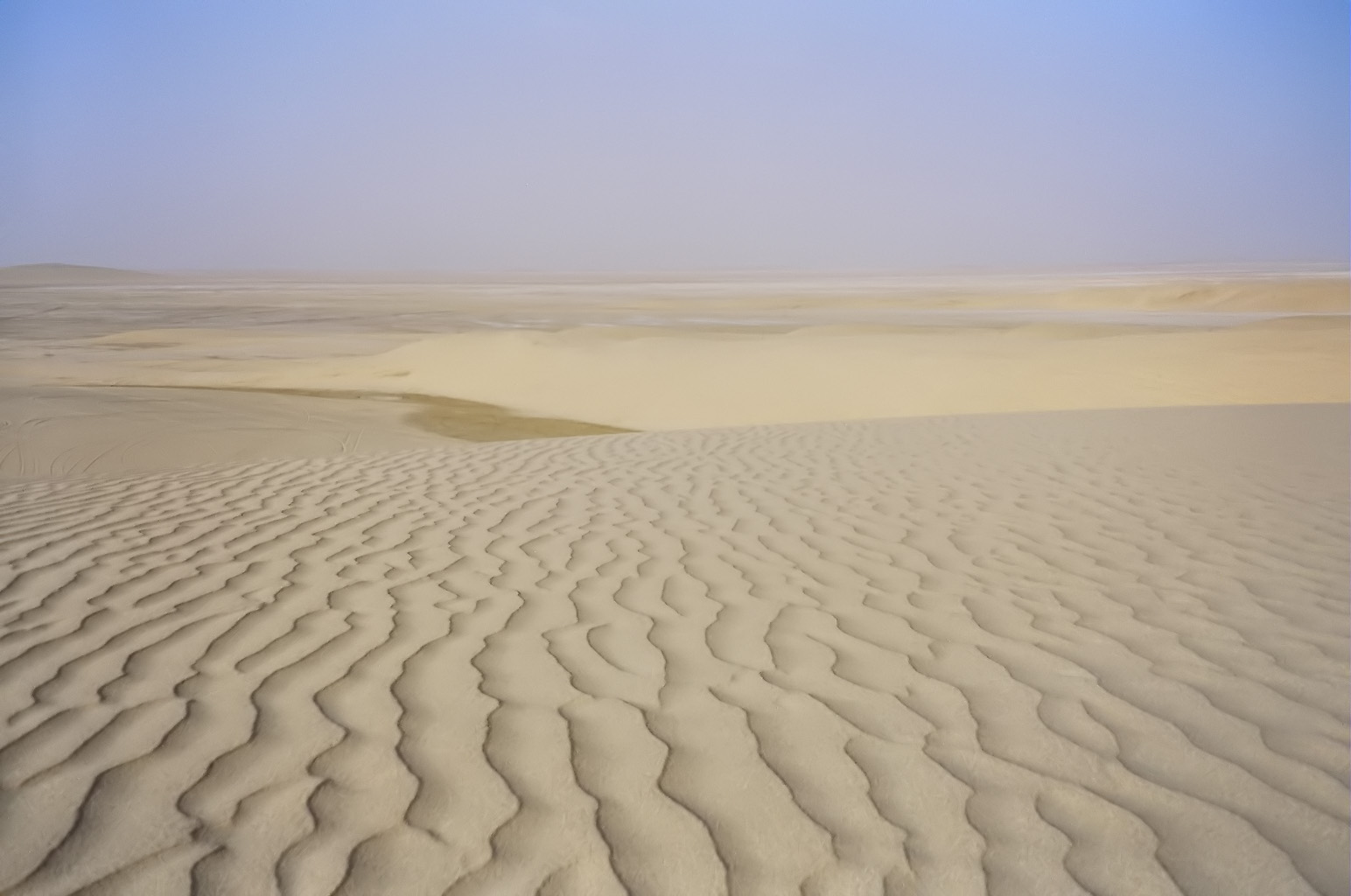
Poušť v Kataru

V Kataru je vápencová poušť téměř bez vegetace, zemědělsky je využíváno pouze 28 000 ha půdy, tj. 2,5 procenta rozlohy země. V zemi neexistují celoroční vodní plochy. V zimě někdy déšť způsobí, že poušť lokálně rozkvete. Podzemní sladkovodní voda se nachází pouze v severní polovině, kdežto v jižní části je podzemní voda zasolená (brakická). Na pobřeží se nachází mnoho šotů, slaných jezer. Jsou dočasně naplněná vodou z povodí bez povrchového odtoku, a mají slanou kůru, která brání rychlému odpařování vody.
Na několika místech na pobřeží jsou zbytky mangrovových lesů.
Nejvyšším bodem Kataru je Kurajn Abú al-Baul s nadmořskou výškou 103 metrů.

### Chaur al-Udaid
Chaur al-Udaid, Khor al-Adaid nebo Vnitrozemské moře je velký mořský záliv v hraniční oblasti se Saúdskou Arábií. Záliv má v nejužším místě pouze 600 metrů široký průliv, který dále vytváří ve vnitrozemí asi 10 km dlouhé a 5 km široké jezero. Na severním okraji se nachází plochá, asi 15 km široká a 7 km dlouhá zaplavovaná plocha. Záliv je obklopen až 70 metrů vysokými dunami, výběžky pouště Rub al-Chálí.

### Region Duchan
V jihozápadní části Kataru je vrásou vytvořený zdvih (antiklinála). Nacházejí se zde rozsáhlá průmyslová zařízení na těžbu zásob ropy a zemního plynu.

### Biosférická rezervace UNESCO, ar-Rim
Biosférická rezervace UNESCO na ostrově ar-Rim na západním pobřeží Kataru má rozlohu 118 888 ha, z toho 46 555 se nachází na pevnině a 36 931 ha v moři. Žijí zde mimo jiné gazely a antilopy losí (Taurotragus oryx).